# Catocala pacta
Catocala pacta là một loài bướm đêm thuộc họ Erebidae. Loài này có ở miền nam Thụy Điển, phía đông đến Phần Lan, Ba Lan, the Baltic states, tới Ural và vùng Amurs phía nam đến Tây Tạng.
Sải cánh dài 42–52 mm. Con trưởng thành bay từ tháng 7 đến tháng 9.
Ấu trùng ăn các loài Salix, bao gồm Salix caprea và Salix cinerea.

## Hình ảnh

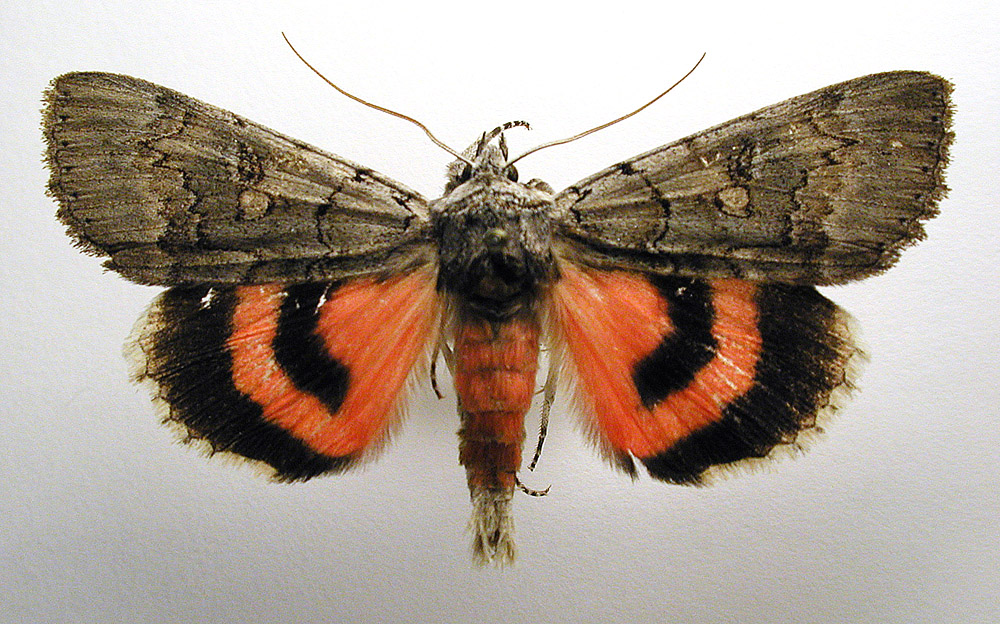
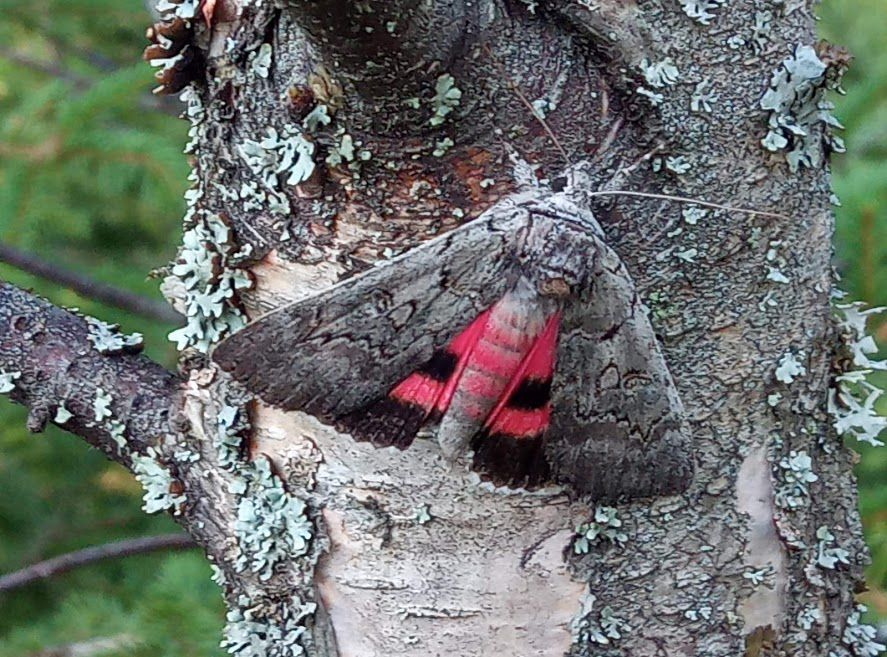

## Phụ loài
- Catocala pacta pacta
- Catocala pacta deserta